# La Revanche des Pirates - Le Grand Splatch
La Revanche des Pirates - Le Grand Splatch est une attraction aquatique de type Shoot the Chute, située dans le parc à thème français Parc Astérix à Plailly, dans l’Oise.
Située dans la partie « Bienvenue en Gaule », cette attraction de type Spillwater 20 a été construite par Intamin et a ouvert le 30 avril 1989, en même temps que le parc. Elle est un des premiers Shoot the Chute en Europe.
Avec ses 627 m de long, l'attraction accueille les visiteurs de plus de un mètre dans ses neuf embarcations de vingt places. Sa capacité est de 1 400 personnes par heure.
Le long parcours qui se rapproche de la grande statue d'Astérix sur un rocher est composé de deux chutes dont la plus grande, la chute finale fait onze mètres de haut. En 2002, différents effets ont été rajoutés le long du parcours pour amuser les passagers des bateaux mais faute d'entretien, ils ont été supprimés ou remplacés. La société Aquatic Show a créé certains de ces effets.
Une rethématisation est mise en œuvre pour être opérationnelle en 2024. L'attraction, jusqu'alors nommée simplement Grand Splatch, obtient pour cette occasion son nom actuel.
 La même année, à l'occasion de la période de Noël où l'attraction est fermée, la deuxième chute de l'attraction est recyclée en activité de glissade, La Glissade d'Obélix, où les visiteurs dévalent la pente assis sur une bouée à l'effigie du personnage

## Parcours de la 1ère version
Avant d'atteindre la station d'embarquement, le visiteur zigzague dans la file d'attente, passe à l'intérieur de rochers (sous la montée des bateaux) pour ressortir et entre dans la gare. Le passager prend place dans une des embarcations qui effectue une montée surplombant la zone gauloise. La première descente est bien visible si le visiteur regarde à gauche à une certaine hauteur. Au sommet, le bateau se laisse emporter par le courant, traverse une grotte et effectue une descente assez petite suivie de petits effets aquatiques et l'embarcation continue son trajet assez long pour finir par une descente beaucoup plus rapide, plus grande et ayant une bosse.

## Galerie

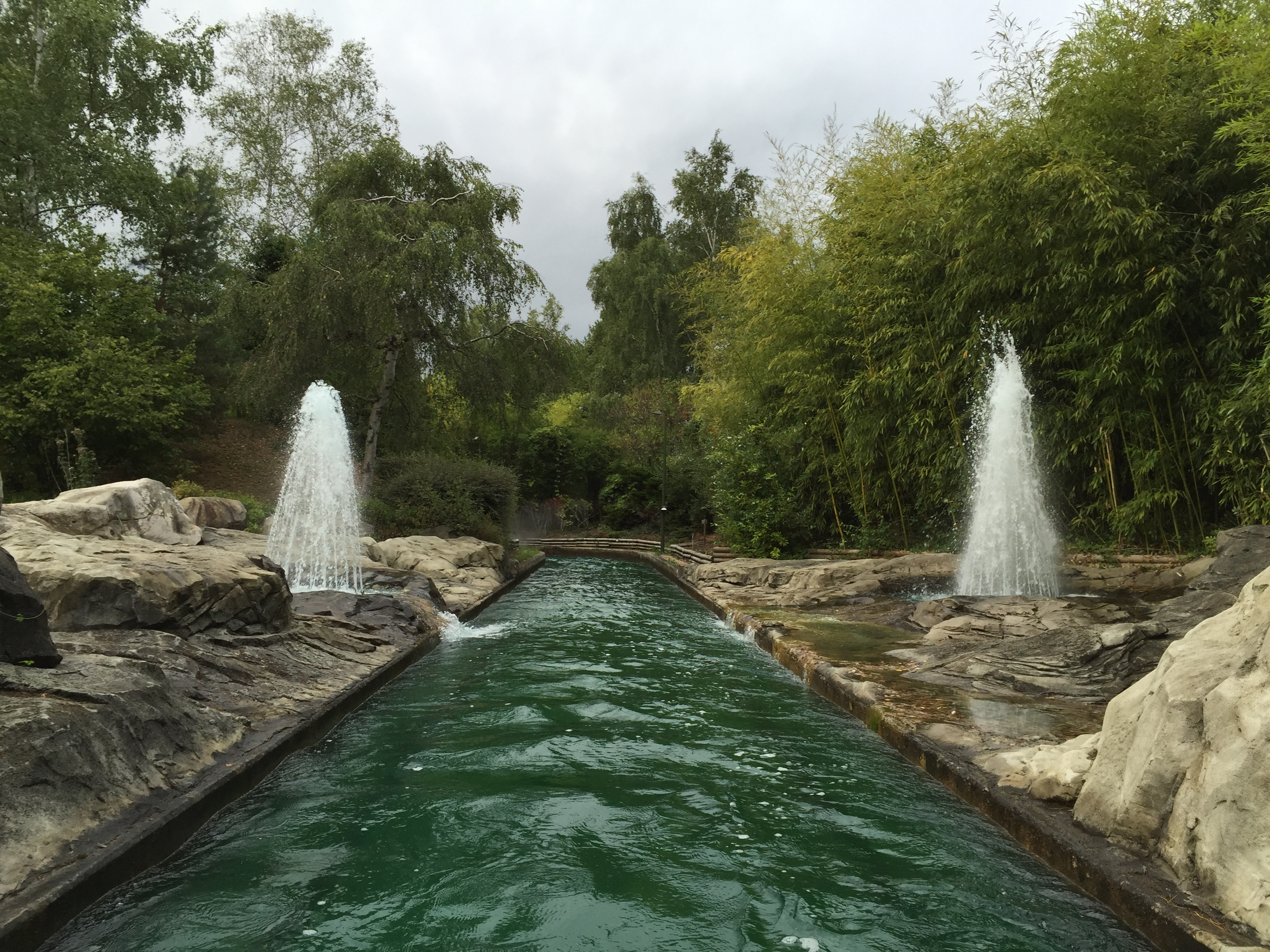
Effets aquatiques le long du parcours (1ère version)